# Hjalmar Cassel
Hjalmar Sigfrid Cassel, född 17 mars 1868 i Jakob och Johannes församling i Stockholm, död 28 oktober 1941 i Johannes församling i Stockholm, var en svensk skriftställare.
Signatur: H. C.

## Biografi
Fadern var grosshandlaren Oskar Cassel (1830−1917) och modern Leontine Dahlstrand (1837−1869). Han var bror till civilingenjören Gunnar Cassel, nationalekonomen Gustav Cassel och halvbror till borgmästaren Oscar Cassel samt sonson till ämbetsmannen Carl Gustaf Cassel (1783–1866). Han var gift med Ingrid Carlsson och de fick sex barn.
Cassel tog studentexamen i Uppsala 1888. Han började sin journalistbana i Saint Paul, Minnesota på Svenska Dagbladet hösten 1897 till våren 1888. Återkommen till Sverige var han medarbetare i Smålands Allehanda 1893 och i Svenska Dagbladet 1897–1898 samt därefter från 1904 tidningens korrespondent i Förenta staterna och Kanada samt i Indien, Kina, Japan och Korea 1904–1905. Han skrev reseskildringar och var medarbetare i ett stort antal tidskrifter.
Han var även uppfinnare, bland annat till en elektrisk plog och en sädestorkare. Han uppfann den Casselska automobilbromsen. Cassel utarbetade en plan till ångfärjeförbindelse mellan Sverige och England som blev grundläggande för offentliga utredningar. 1906 presenterade Cassel, i tidskriften Idun, idén till Österbron i Stockholm. Bron skulle sträcka sig över Saltsjön öster om Slussen och över till Skeppsholmen.
Hjalmar Cassel är begravd på Norra begravningsplatsen utanför Stockholm.